# Thereza Piffer
Thereza Pires Ferreira (Rio de Janeiro, 11 de fevereiro de 1966) mais conhecida como Thereza Piffer é uma atriz e diretora brasileira. Conhecida por ser uma das protagonistas do espetáculo A Partilha (teatro) de Miguel Falabella.

## Filmografia

### Televisão
| Ano  | Título                | Papel           | Notas                                       |
| ---- | --------------------- | --------------- | ------------------------------------------- |
| 2013 | A Grande Família      | Lulu            | Episódio:O Monstro do Ciúme                 |
| 2011 | Aquele Beijo          | Gisele          | [ 4 ]                                       |
| 2010 | A Vida Alheia         | Germana         | [ 5 ]                                       |
| 2009 | Aline                 |                 | Episódio: Aline Gorda                       |
| 2004 | Senhora do Destino    | Carmem          |                                             |
| 2004 | A Diarista            |                 | Episódio:Namorado de Uma Patroa Minha       |
| 2003 | Os Normais            | Edna            | Episódio:É Uma Questão de Química, Entende? |
| 2002 | Marisol               | Romilda         | [ 8 ]                                       |
| 2002 | Desejos de Mulher     | Euzeni          | [ 9 ]                                       |
| 2000 | Esplendor             | Marta           |                                             |
| 1999 | Você Decide           |                 | Episódio: Robin Hood Aposentado             |
| 1999 | Força de Um Desejo    | Dora Tambellini |                                             |
| 1990 | Delegacia de Mulheres | Sueli           |                                             |
| 1978 | Ciranda, Cirandinha   |                 | Episódio: Toma Que o Filho é Teu            |

### Cinema
| Ano  | Título      | Papel  |
| ---- | ----------- | ------ |
| 2015 | A Despedida | Regina |
| 2012 | Colegas     | Mãe    |
| 2005 | Quarta B    | Mônica |

## Teatro
Thereza Piffer fez várias peças de teatro e algumas são:
- Corte Seco
- Umzé
- Centro Nervoso
- Oxigênio
- Ladrão que Rouba Ladrão
- Do Kitsch ao Sublime
- Hotel Lancaster
- A Vida Passa
- Intensa Magia
- Branca de Neve em Chicago
- A Partilha
- Rouxinol do Imperador
- Delicadas Torturas
- O Prazer É Todo Nosso
- O Alienista

## Prêmios e indicações
| Ano  | Premiação           | Categoria    | Trabalho              | Resultado |
| ---- | ------------------- | ------------ | --------------------- | --------- |
| 1988 | Prêmio Mambembe     | Melhor atriz | Rouxinol do Imperador | Venceu    |
| 1990 | SATED RJ            | Melhor atriz | A Partilha            | Venceu    |
| 1992 | Qualidade Brasil SP | Melhor atriz | A Partilha            | Venceu    |